# Qui-Gon Jinn
Qui-Gon Jinn è un personaggio immaginario della serie fantascientifica di Guerre stellari, interpretato da Liam Neeson nel film Star Wars - Episodio I - La minaccia fantasma, del quale è uno dei protagonisti. Il personaggio era già apparso in precedenza nel romanzo ufficiale del film e successivamente nei primi due libri della serie Star Wars: Apprendista Jedi, e in seguito è apparso anche in altre opere del franchise.
Saggio Maestro Jedi ma dallo spirito ribelle, insieme al suo Padawan Obi-Wan Kenobi è stato inviato dal consiglio Jedi per risolvere il blocco di Naboo, imposto dalla Federazione dei Mercanti. Durante una breve sosta su Tatooine scopre un piccolo schiavo, Anakin Skywalker, che ritiene essere il "Prescelto della Forza". Deciso ad addestrarlo contro il volere del Consiglio, non riuscirà mai a diventare suo Maestro in quanto verrà ucciso dal Sith Darth Maul. Nonostante la morte, ha avuto un ruolo importante sul futuro dei Jedi, in particolare per lo stesso Obi-Wan e per Yoda.
Il personaggio interpretato da Liam Neeson ha ricevuto diverse recensioni positive, e una candidatura ai Saturn Award.

## Ruolo nella serie
È un saggio e potente Maestro Jedi e il mentore di Obi-Wan Kenobi. A differenza di altri Jedi più conservatori, egli pensa che vivere il momento sia il modo migliore per abbracciare la Forza. Mentre alcuni Jedi lo rispettano molto, altri sono perplessi o anche sconcertati dalle sue credenze non ortodosse. Egli non è un membro del consiglio Jedi, pur essendo tra i Jedi più potenti. Qui-Gon crede fermamente che ci sia del buono in tutte le persone e che nulla accada senza una ragione.

## Concezione e sviluppo

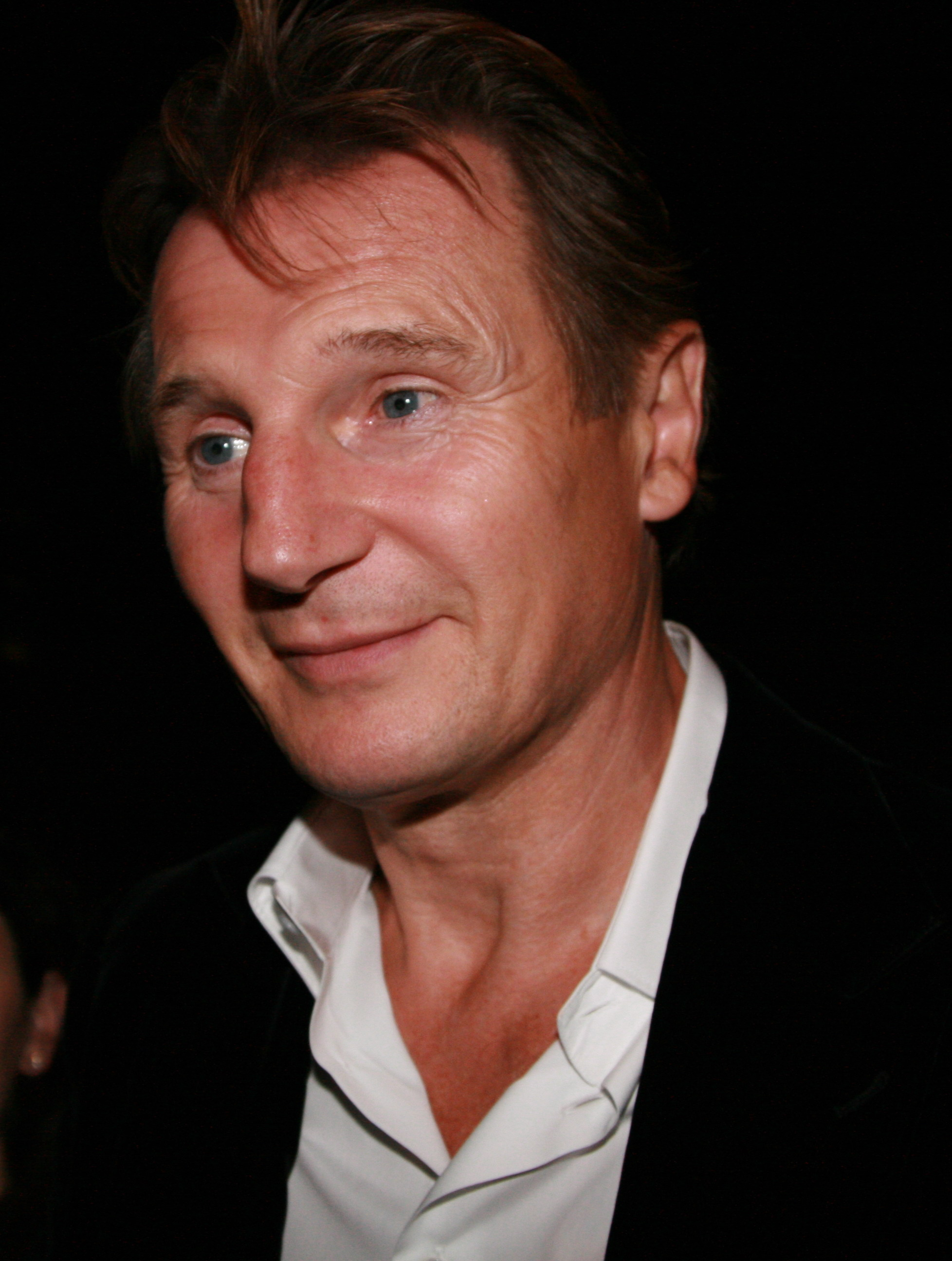
Liam Neeson ha interpretato Qui-Gon ne La minaccia fantasma

Come rivelato in The Art of Star Wars: Episode I - The Phantom Menace, il regista George Lucas creò il personaggio di Qui-Gon Jinn durante la pre-produzione del film. Ciò è dimostrato dal concept art in cui Obi-Wan Kenobi viene mostrato da solo nella nave ammiraglia della Federazione dei Mercanti e mentre incontra Jar Jar Binks. Quando Qui-Gon venne concepito, Lucas inizialmente pensò di fare di lui il Jedi più giovane, come mostrato nel disegno raffigurante Obi-Wan in età avanzata. Lucas originariamente scelse un attore statunitense per il ruolo di Qui-Gon, ma alla fine assegnò alla parte l'attore nordirlandese Liam Neeson, perché pensava che avesse grandi capacità e presenza, descrivendolo come "un attore maestro, a cui gli altri attori si ispireranno, che ha le qualità di forza che il personaggio esige". Inizialmente, Lucas aveva previsto che Qui-Gon avesse i capelli bianchi, ma quell'idea venne scartata e Qui-Gon viene raffigurato con i capelli castani nel film. Per varie scene di combattimento del film, compresi i duelli di spada laser, l'attore britannico Andrew Lawden fece da controfigura a Neeson.
Neeson sarebbe dovuto apparire in un piccolo ruolo in Star Wars: Episodio II - L'attacco dei cloni, sotto forma di fantasma, ma pochi giorni prima delle riprese ebbe un incidente in moto e si ruppe una gamba. George Lucas decise pertanto di rinunciare alla scena.
All'inizio dello sviluppo di Star Wars: Episodio III - La vendetta dei Sith, Lucas scrisse una scena in cui uno spettrale Qui-Gon parla a Yoda di Anakin. Neeson avrebbe dovuto riprendere il ruolo, come lasciò intendere lui stesso all'inizio del 2005. Tuttavia, la scena fu rimossa dalla sceneggiatura finale, ma fu mantenuta nell'adattamento letterario.
Nella serie televisiva animata Star Wars: The Clone Wars, Neeson ha ripreso il ruolo di Qui-Gon ancora una volta in due episodi della terza stagione (in cui appare sotto forma di fantasma di Forza) e in uno della sesta stagione (come voce di Forza a Yoda). Riguardo alla sua esperienza di doppiatore in The Clone Wars, Neeson ha detto che voleva tornare in Guerre stellari perché sentiva che "questi personaggi hanno risonanza anche dopo tutti questi anni."
Neeson ha prestato nuovamente la voce del maestro Jedi in Star Wars - L'ascesa di Skywalker per incitare Rey a combattere contro l'imperatore.
L'attore torna ancora una volta nei panni del Jedi nella miniserie Obi-Wan Kenobi in veste di fantasma di Forza per guidare il suo vecchio padawan.

## Etimologia del nome
Il nome del personaggio deriva dal termine cinese qigong (气功 o 氣功S), un sistema coordinato di movimento del corpo, respirazione e meditazione utilizzato per la salute, la spiritualità e l'addestramento nelle arti marziali che consente l'accesso ai regni superiori della coscienza e l'equilibrio dell'energia vitale, simile al Tai chi. Il cognome deriva invece dal termine arabo jinn, che significa "genio" o "spirito tutelare". Il nome si traduce quasi letteralmente come "Spirito della Forza Vivente". "Jinn" potrebbe anche riferirsi al termine cinese della forza, jin (勁S), e al concetto di arti marziali del fa jing, che è il rilascio esplosivo di una forza o un potere interno.

## Apparizioni

### Film

#### La minaccia fantasma
Qui-Gon Jinn e il suo giovane Padawan Obi-Wan Kenobi vengono inviati sul pianeta Naboo per risolvere un conflitto politico che coinvolge la Federazione dei Mercanti, un conglomerato d'affari corrotto che ha bloccato il pianeta per influenza politica. Dopo essere stati attaccati dalla Federazione, i Jedi si ritirano sul pianeta e salvano la sua assediata regina, Padmé Amidala. il loro tentativo di forzare il blocco e aprirsi la strada per la capitale galattica di Coruscant riesce, ma la nave di Amidala è danneggiata ed è costretta ad atterrare sul sottosviluppato pianeta Tatooine per le riparazioni.
Durante la ricerca di parti di ricambio su Tatooine, Qui-Gon scopre un giovane schiavo, Anakin Skywalker, nel quale la Forza è straordinariamente potente. L'interesse di Qui-Gon si accentua quando la madre di Anakin gli dice che il ragazzo non ha avuto padre. Rendendosi conto che Anakin potrebbe essere il "Prescelto" della leggenda Jedi, Qui-Gon scommette la libertà di Anakin e le parti di astronave su una gara di sgusci, che Anakin vince. L'entourage lascia Tatooine, ma non prima che Qui-Gon venga attaccato da uno sconosciuto Signore dei Sith, che viene respinto. Tornando a Coruscant turbato, Qui-Gon sollecita il consiglio Jedi affinché acconsentano che egli addestri Anakin nelle arti Jedi. Il maestro Yoda percepisce la paura e la rabbia del giovane Anakin, e il consiglio rifiuta la richiesta di Qui-Gon.
Il consiglio invita Obi-Wan e Qui-Gon a ritornare a Naboo per liberare il pianeta. Lì, la coppia si confronta nuovamente con il Signore dei Sith, ovvero Darth Maul. Dopo un arduo duello di spada laser, Maul uccide Qui-Gon, ma viene sconfitto a sua volta da Obi-Wan. Il morente Qui-Gon chiede a Obi-Wan di addestrare Anakin, cosa che Obi-Wan accetta con il disappunto del Consiglio. Il corpo di Qui-Gon viene cremato in un tradizionale funerale Jedi.

#### L'attacco dei cloni
Dieci anni dopo la battaglia di Naboo, Yoda sente la voce di Qui-Gon gridare ad Anakin attraverso la Forza mentre l'apprendista massacra una tribù di predoni Tusken. Catturato sul pianeta Geonosis, Obi-Wan scopre che il vecchio maestro di Qui-Gon, il Conte Dooku, è diventato un Signore dei Sith e, durante un interrogatorio, discute brevemente con lui proprio riguardo Qui-Gon.

#### La vendetta dei Sith
Al termine delle guerre dei cloni, Yoda rivela a Obi-Wan che Qui-Gon è tornato dall'aldilà per insegnare a entrambi come mantenere la propria coscienza dopo la morte.

#### L’ascesa di Skywalker
Durante la battaglia finale tra Rey e Palpatine, la voce di Qui-Gon è presente insieme a quelle dei Jedi del passato che sostengono la ragazza contro l'Imperatore.

### Televisione

#### The Clone Wars
In Star Wars: The Clone Wars, il personaggio è citato più volte durante la serie. Qui-Gon appare come un Fantasma di Forza in due episodi della terza stagione. Sul misterioso pianeta Mortis, informa Obi-Wan nell'episodio I guardiani della Forza e poi Anakin nell'episodio La luce spezzata circa i tre esseri che credono, come Qui-Gon, che Anakin sia il Prescelto: il Padre (manifestazione della Forza Unificante), la Figlia (l'incarnazione del Lato Chiaro) e il Figlio (l'incarnazione del Lato Oscuro). Più tardi, nell'episodio della sesta stagione Voci, Yoda viene contattato dalla voce disincarnata di Qui-Gon. Seguendo le istruzioni del suo defunto amico, Yoda va in missione attraverso la galassia per imparare i segreti per diventare anch'egli tutt'uno con la Forza. Riapparirà fisicamente nel penultimo episodio della serie, Destino, in visione indotta a Yoda.

#### Obi-Wan Kenobi
Circa 10 anni dopo gli eventi de  La vendetta dei Sith, Obi-Wan (ormai chiamato Ben), si trova su Tatooine a vegliare su Luke Skywalker e durante questo esilio cerca continuamente la voce e la guida del suo vecchio maestro Qui-Gon. Il Jedi, tuttavia, si è chiuso ormai da troppo tempo alla Forza ed è troppo scosso dagli eventi per poterlo ritrovare e solo dopo aver fatto pace col suo passato e aver affrontato e sconfitto Dart Fener, Qui-Gon compare nuovamente al suo vecchio Padawan per insegnargli i segreti dell'immortalità.

#### Tales of the Jedi
In questa serie di corti animati, Qui-Gon ricompare in due episodi: nel secondo episodio compare come giovane Padawan di Dooku, in missione diplomatica con il suo maestro; nel quarto episodio (ambientato anni dopo, durante gli eventi de La minaccia fantasma) ha un incontro prima con la maestra Yaddle e poi con il suo vecchio maestro, a cui racconta del suo duello con il misterioso Signore dei Sith Darth Maul nel deserto, per poi lasciarlo e raggiungere Naboo.

### Legends
Con l'acquisizione della Lucasfilm da parte di The Walt Disney Company nel 2012, la maggior parte dei romanzi e fumetti di Guerre stellari prodotti su licenza sono stati inseriti nel brand Star Wars Legends e dichiarati non canonici al franchise nel mese di aprile del 2014.

#### Apprendista Jedi
La vita di Qui-Gon prima de La minaccia fantasma viene dettagliata principalmente nella serie di libri Star Wars: Apprendista Jedi. Ne La Forza che cresce (ambientato 12 anni prima de La minaccia fantasma), Yoda incoraggia Qui-Gon a prendere un nuovo apprendista Padawan, dopo il fallimento del suo precedente apprendista Xanatos che era passato al Lato Oscuro della Forza anni prima. Qui-Gon osserva un piccolo torneo di spada laser tra un gruppo di studenti più anziani del Tempio, che comprende il dodicenne Obi-Wan. Prende atto delle abilità di Obi-Wan, ma anche della rabbia incontrollata del ragazzo, e si rifiuta di addestrarlo. Poco dopo il torneo, il Cavaliere Jedi parte per una missione sul pianeta Bandomeer. Sulla nave da trasporto, Qui-Gon è riunito con Obi-Wan, che viene anch'egli inviato a Bandomeer per iniziare la vita come operaio agricolo. Durante il viaggio, Qui-Gon e Obi-Wan aiutano a difendere un gruppo di Arcona dall'organizzazione criminale Offworld Corporation. Dopo aver messo fine alla situazione di tensione, i due arrivano su Bandomeer, dove Qui-Gon riceve una lettera firmata dal suo ex-apprendista Xanatos.
Ne Il rivale oscuro viene rivelato che l'intero calvario era stato organizzato da Xanatos, ora leader della Offworld. Qui-Gon invia Obi-Wan ai suoi doveri ai Corpi Agricoli, mentre ha in programma di incontrarsi con Xanatos per trovare un accordo tra la Offworld e Bandomeer. Tuttavia, Xanatos prevede di sabotare il loro incontro e uccidere Qui-Gon. Il Maestro Jedi duella con il suo ex apprendista, e lui e Obi-Wan terminano gli affari della Offworld su Bandomeer. Xanatos però sfugge. Durante l'incontro con Xanatos, Qui-Gon scopre il vero potenziale di Obi-Wan e accetta il ragazzo come suo nuovo Padawan. Come regalo per il tredicesimo compleanno di Obi-Wan, Qui-Gon dà al suo apprendista una roccia speciale che ha trovato nel Fiume di Luce sul suo pianeta natale. In The Captive Temple, Xanatos attacca il Tempio Jedi e quasi uccide Yoda, ma Qui-Gon e Obi-Wan sventano i suoi piani, e in The Day of Reckoning, quando inseguono Xanatos mentre torna al suo pianeta natale Telos, il Jedi decaduto si rifiuta di arrendersi e si suicida. Qui-Gon è quindi in grado di chiudere un capitolo doloroso della sua vita.
In The Ties That Bind, Qui-Gon e la Cavaliere Jedi Tahl si innamorano durante una missione sul pianeta New Apsolon. Tuttavia, Tahl viene catturata dalla fazione di estremisti su cui i Jedi stavano indagando. In The Death of Hope, Qui-Gon e Obi-Wan ritrovano Tahl gravemente ferita, e quest'ultima muore al ritorno nella capitale del pianeta. La morte di Tahl addolora talmente Qui-Gon da farlo decidere di vendicarla uccidendone i responsabili. In The Call to Vengeance, Qui-Gon è ormai vicino a passare al Lato Oscuro, ma Obi-Wan riesce a farlo ragionare appena prima che uccida il capo della fazione. Il Maestro Jedi continuerà ad essere afflitto dalla morte di Tahl per diversi anni.

#### Altri romanzi
In Legacy of the Jedi, ambientato sia negli anni in cui Qui-Gon è un Padawan sia in quelli in cui è Cavaliere, Qui-Gon e il suo maestro Dooku vengono inviati ad accompagnare il senatore Blix Annon a un incarico diplomatico. Tuttavia, dei pirati spaziali si infiltrano nella loro nave e il loro capo risulta essere il delinquente Jedi Lorian Nod, un ex amico di Dooku. I due combattono e Dooku permette che la sua rabbia abbia la meglio su di lui, ma Qui-Gon impedisce al suo maestro di violare il Codice Jedi commettendo un omicidio a sangue freddo. Anni dopo il loro primo incontro, Qui-Gon e Obi-Wan incontrano Nod e ancora una volta il Jedi decaduto viene incarcerato per i suoi crimini.
In Cloak of Deception (ambientato un anno prima de La minaccia fantasma), entrambi i Jedi combattono contro un'organizzazione terroristica chiamata Fronte Nebula che sta segretamente seguendo gli ordini di Darth Sidious. Alla conferenza della Federazione dei Mercanti su Eriadu, Qui-Gon e Obi-Wan difendono con successo il Cancelliere Valorum, ma non impediscono le morti del resto del Direttorato della Federazione dei Mercanti, permettendo ai Neimoidiani di prendere il controllo della Federazione.

#### Fumetti
Al di là dell'adattamento de La minaccia fantasma, Qui-Gon appare di rado nei fumetti di Guerre stellari. La sua più ampia apparizione finora è nella serie della "Guerra Iperspaziale Stark" in Star Wars: Republic e in The Dark Side. Nella prima storia, che si svolge nel corso dello stesso anno in cui Qui-Gon prende Obi-Wan come suo apprendista, i due Jedi combattono nel suddetto conflitto insieme ad altri Jedi come Plo Koon e Quinlan Vos, e Qui-Gon finisce per salvare Nute Gunray, il futuro Viceré della Federazione dei Mercanti. Nella seconda, ambientata circa dieci anni prima, viene mostrato il passaggio di Xanatos al Lato Oscuro.

### Videogiochi
Qui-Gon è apparso anche in numerosi videogiochi di Guerre stellari: Star Wars: Episodio I - La minaccia fantasma, Star Wars: Episode I - Jedi Power Battles, Star Wars: Obi-Wan, i giochi di LEGO Star Wars e, come una skin del protagonista (tramite contenuto scaricabile), in Star Wars: Il potere della Forza. Una versione di Qui-Gon come uccello è disponibile come personaggio giocabile in Angry Birds Star Wars II.